# Hotel Manhattan
El Hotel Manhattan (también conocido como Manhattan Hotel) era un hotel en la esquina noroeste de Avenida Madison y la Calle 42 en Manhattan, Nueva York (Estados Unidos).

## Historia
Construido entre 1895 y 1896, fue un diseño de 1893 de Henry Janeway Hardenbergh. Con 76 m de altura, ostentó el récord de "estructura hotelera más alta del mundo". Las características arquitectónicas incluían tres niveles de buhardillas y un techo estilo château. Fue demolido en 1961 para dar paso a una torre de oficinas. Construido por Marc Eidlitz & Son, había 16,5 pisos, con 14 pisos sobre el nivel de la calle. El contratista eléctrico fue CL Eidlitz. Los accesorios, con un diseño de Hardenbergh, fueron fabricados por Archer Pancoast Company. El hotel fue inaugurado bajo la propiedad de Hawk & Wetherbee.
En septiembre de 1957, el Hotel Lincoln no relacionado en 700 Eighth Avenue fue remodelado y rebautizado como Manhattan Hotel. En 1958, se agregó una enorme letra "M" iluminada, de 9,4 m de ancho y 3,6 m de profundidad, al techo del antiguo Hotel Lincoln.

## Arquitectura y equipamiento
El primer piso presentaba el comedor de damas de unos 186 m² que tenía seis candelabros. El vestíbulo principal tenía 209 m² y medía 5 m de alto. El restaurante principaltenía 325 m²  y su techo tenía 6 m de altura. La rotonda, también con un techo de 6 m de alto, tenía 279 m² y siete candelabros.